# Esquedi
D'acord amb la mitologia grega, Esquedi (en grec antic Σχεδίος) va ser un heroi, fill d'Ífit, rei de la Fòcida, i d'Hipòlita.
Com a antic pretendent d'Helena, anà a la guerra de Troia al capdavant d'un contingent de foceus que constava de 40 naus, com explica el Catàleg de les naus, acompanyat del seu germà Epístrof. Va morir a mans d'Hèctor. Acabada la guerra, les naus que havia comanat Esquedi van ser desviades per una tempesta a la costa italiana, on els supervivents van fundar la ciutat de Temesa. Les cendres d'Esquedi van ser portades a Anticira, a la Fòcida.